# Sitio de Lérida (942)
El asedio de Lérida (en húngaro: Lerida ostroma) tuvo lugar en 942, cuando un grupo de guerreros húngaros llegaron en una incursión a través de Europa hasta el noreste de Al-Ándalus e intentaron tomar la ciudad de Lérida bajo control musulmán. 

## El asedio y otras incursiones
Un importante grupo de húngaros arribaron inesperadamente a los límites de la marca superior de Al-Ándalus en julio de 942. Instalaron su campamento junto al extremo superior de la ciudad de Lérida, desde el cual planificaron sus ataques y saqueos a las otras ciudades y aldeas de la marca superior. Apresaron al caíd musulmán de Barbastro y se aventuraron hasta territorio oscense.
El asedio a Lérida duró ocho días, pero por falta de alimentos y forraje, así como por considerar difícil la victoria, los húngaros abandonaron el sitio de la ciudad y continuaron saqueando e incendiando aldeas. Entre los guerreros, hubo algunos que se convirtieron al islam, y el califa de Córdoba los empleó como su guardia personal. Alrededor de 943, las tropas musulmanas finalmente derrotaron en varias ocasiones a los merodeadores húngaros y muchos regresaron a su hogar, en las llanuras de Panonia.
El historiador hispanomusulmán Ibn Hayyan narró la razia de los magiares y atribuyó a esta incursión y a las dificultades que causó en Al-Ándalus, la decisión de Ramiro II de León de romper la tregua que había firmado un año antes con Abd-al-Rahman III, algo que niegan modernos historiadores.